# Tanya (häst)
Tanya, född 1902, död 1929, var ett engelskt fullblod, mest känd för att ha varit ett av tre ston (till 2022) som segrat i Belmont Stakes (1905). 

## Bakgrund
Tanya var ett fuxsto efter Meddler (född 1855) och under Handspun (efter Hanover). Hon föddes upp av William Collins Whitney på hans Brookdale Farm i Lincroft, New Jersey, och ägdes av Harry Payne Whitney. Hon tränades under tävlingskarriären av John W. Rogers.
Tanya sprang totalt in 71 372 dollar på 12 starter, varav 6 segrar, 2 andraplatser och en tredjeplats. Hon tog karriärens största seger i Belmont Stakes (1905). Hon segrade även i Hopeful Stakes (1904), National Stallion Stakes (1904) och Spinaway Stakes (1904).

## Karriär
Innan Tanya hann sätta sin fot på tävlingsbanan dog William Whitney. Hon, tillsammans med flera andra tävlingshästar i Whitneys stall, hyrdes ut till Herman Duryea. Som 2-åring segrade hon i Hopeful Stakes, National Stallion Stakes och Spinaway Stakes under hans färger.
Tanya är mest känd för att ha varit ett av tre ston som segrat i Belmont Stakes. Hon köptes för 7 000 dollar av Whitneys son, Harry Payne Whitney, som satte henne i träning hos blivande Hall of Fame-tränaren John W. Rogers. Hon segrade i Belmont Stakes den 24 maj 1905, då hon reds av 1904 års amerikanska jockeychampion Gene Hildebrand.
Tanya var det andra stoet i historien att segra i Belmont Stakes, efter att Ruthless segrat i det första löpet 1867. Löpet skulle inte vinnas av ett annat sto på mer än ett sekel, då Rags to Riches segrade i löpet 2007.